# Veney
Veney település Franciaországban, Meurthe-et-Moselle megyében. Lakosainak száma 53 fő (2022. január 1.). Veney Bertrichamps, Merviller, Neufmaisons és Vacqueville községekkel határos.

## Népesség
A település népessége az elmúlt években az alábbi módon változott:
| Lakosok száma | 39   | 29   | 42   | 49   | 54   | 51   | 50   | 52   | 52   | 53   |
|               | 1968 | 1982 | 1990 | 2006 | 2013 | 2015 | 2017 | 2019 | 2020 | 2022 |